# Dicranomyia (Idiopyga) melleicauda complicata
Dicranomyia (Idiopyga) melleicauda complicata is een ondersoort van de tweevleugelige Dicranomyia (Idiopyga) melleicauda uit de familie steltmuggen (Limoniidae). De ondersoort komt voor in het Palearctisch gebied.